# Надровія
Надровія (прусськ. Nadrawa, Nadrāuwa, нім. Nadrauen, пол. Nadrowia, лит. Nadruva) — найсхідніша земля Пруссії навколо басейну річки Преголя, яку населяло балтське прусське плем'я надрувів. Назва землі походить від прусського «na-drawa» — місце, де вона пливе. За легендою назва походить від імені четвертого сина вождя Відевута Надрава. Кордон з Бартією проходив по ріці Шешупе.
У Ромуві знаходилось головне святилище пруссів, яке повинен був закласти 523 Брутено, брат легендарного вождя пруссів Відевута. Тут перебував верховний жрець Кріве (лат. Criwe), якого у хроніці Петера з Дусбурга названо прусським Папою Римським.

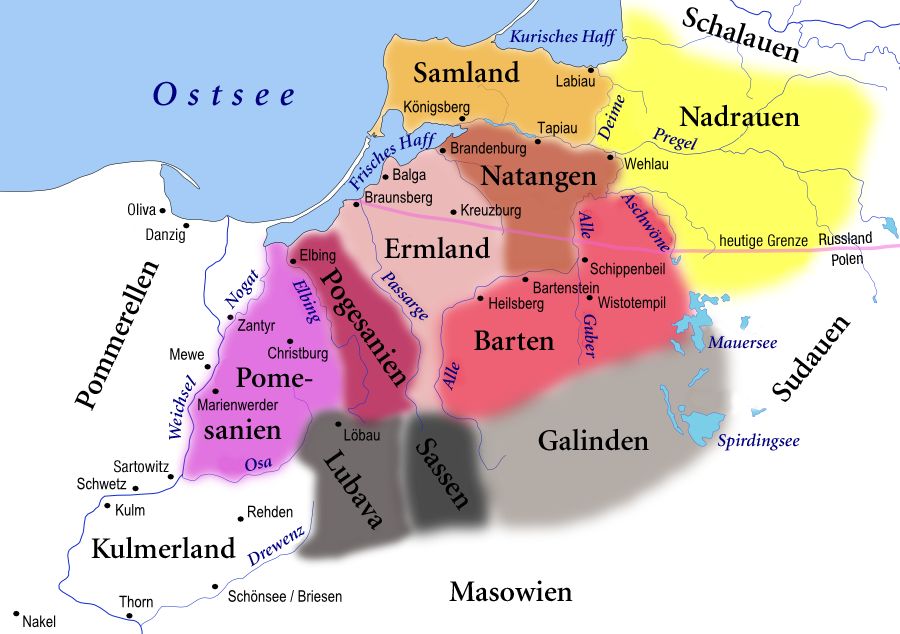
Схема земель Пруссії у ХІІІ ст.

## Історія

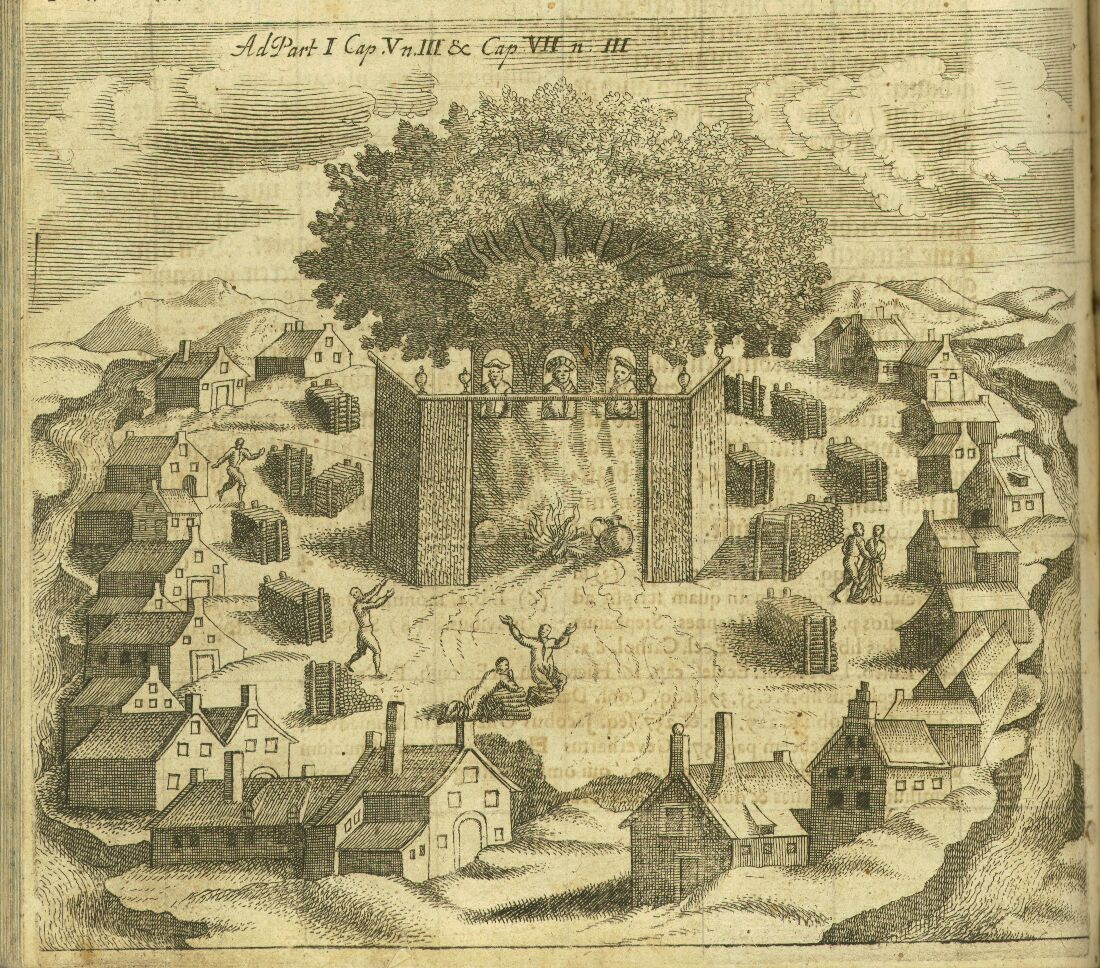
Святилище пруссів

Хрестоносці розпочали захоплення Надровії 1255 року, але покорити її вдалось лише 1275 після захоплення Камсвукуса. У хроніках згадано декілька укріплень надрувів, подано назви двох з них, але не відомо де вони розміщувались. На місці давнього укріплення надруги заклали 1258 Велов. Його 1277 захопили хрестоносці, перейменувавши на замок Велау (рос. Знаменск), який ще 1281 захопили ятвяги. Після поразки Другого прусського повстання частина надрувів перейшла до ВКЛ. Надруги ассимілювались до початку XVII ст. Центром Надровії був Інстербург.
Декотрі дослідники відносять надрувів до литовських племен, чи вважають спорідненими з обома балтськими народами. У середині XV ст. у Надровії відбувся наплив переселенців з Литви, жмудинів, через що утворився специфічний литовсько-прусський діалект.
Після Великої епідемії чуми початку XVIII ст. до Надровії почали переселятись колоністи з Швейцарії, Німеччини, зокрема з Зальцбургу.
Сьогодні перебуває у складі Калінінградської області.